# Jean-Louis Harel
Jean-Louis Harel (* 9. September 1965 in Lillebonne) ist ein ehemaliger französischer Radrennfahrer und nationaler Meister im Radsport.

## Sportliche Laufbahn
Harel war Teilnehmer der Olympischen Sommerspiele 1992 in Barcelona. Die französische Mannschaft gewann mit Didier Faivre-Pierret, Jean-Louis Harel, Hervé Boussard und Philippe Gaumont im Mannschaftszeitfahren die Bronzemedaille.
Das Zeitfahren gehörte zu seinen besonderen Stärken. 1985 gewann er das Einzelzeitfahren im Etappenrennen Trois Jours de Vendée. Die Trophée Mavic, ebenfalls ein Zeitfahren, gewann er 1989 und 1991. 1990 siegte er auf der Zeitfahretappe von Paris–Bourges. Das Trio Normand, ein Zeitfahren für drei Fahrer, entschied er 1993 und 1994 für sich. 1991 wurde er nationaler Meister im Mannschaftszeitfahren.
Auch in Eintagesrennen war er erfolgreich, so konnte er 1993 Paris–Épernay und 1990 den Boucles Catalanes gewinnen. Er startete für den Verein ASPTT Paris.